# Jorge Marticorena Cuba
Jorge Juan Marticorena Cuba (Tantará, Huancavelica, 9 de noviembre de 1956-Lima, 1 de marzo de 2021) fue un contador público y político peruano. Fue alcalde del distrito de Lurín desde enero del 2019 hasta su fallecimiento en marzo del 2021, cargo que ocupó en 2 periodos anteriores.

## Biografía
Nació en el Distrito de Tantara, provincia de Castrovirreyna, departamento de Huancavelica, el 9 de noviembre de 1956. Es hijo de Jorge Marticorena Salvatierra y Sebastiana Cuba Violeta.
Cursó sus estudios primarios y secundarios en la ciudad de Lima, realizando los últimos en la Gran Unidad Escolar Alfonso Ugarte del distrito de San Isidro. Entre 1975 y 1980 cursó estudios superiores de contabilidad en la Universidad Inca Garcilaso de la Vega.

## Vida política
Su primera participación política fue en las elecciones municipales de 1989 cuando fue elegido por el Partido Aprista Peruano como regidor del Distrito de Lurín. Luego, a partir de la elecciones municipales de 1998, intentó ser alcalde de dicho distrito sin lograr tener éxito y de la mismo forma en 2002.

### Alcalde de Lurín
Finalmente, en las elecciones municipales del 2006, fue elegido como alcalde del distrito de Lurín para el periodo municipal 2007-2010. Fue reelegido en las elecciones del 2010.
Intentó una segunda reelección en 2014, sin embargo, no resultó reelegido.
Para las elecciones del 2018, anunció nuevamente su candidatura en Lurín por el partido Somos Perú y resultó elegido para el periodo 2019-2022.

## Fallecimiento
Tras contagiarse de COVID-19 en el mes de febrero del 2021 durante la pandemia realizando las actividades de su cargo, falleció de esta enfermedad la tarde del 1 de marzo del 2021. Marticorena se convirtió en el tercer alcalde distrital de Lima Metropolitana que fallece por esta enfermedad luego de Claudio Marcatoma Ccahuana y Luis Chauca Navarro